# CITIC Group
CITIC Group Corporation Ltd.(tidligere China International Trust Investment Corporation) (CITIC) er et kinesisk statsejet konglomerat og holdingselskab med hovedkvarter i Beijing. Virksomheden blev etableret af Rong Yiren i 1979 med godkendelse af Deng Xiaoping. Koncernens datterselskaber omfatter: CITIC Limited, CITIC Resources, CITIC Construction, CITIC Newedge, CITIC Real Estate, CITIC Capital, CITIC Securities, Amoy Food, CITIC Metal Group og CITIC press.